# Елизабет фон Холщайн-Шаумбург
Елизабет фон Холщайн-Шаумбург (на немски: Elizabeth von Holstein-Schaumburg; * 3 август 1566; † 7 септември 1638) е графиня от Холщайн-Шаумбург и чрез женитба Липе-Детмолд.
Тя е дъщеря на граф Ото IV фон Холщайн-Шаумбург-Пинеберг (1517 – 1576) и втората му съпруга принцеса Елизабет Урсула фон Брауншвайг-Люнебург (1539 – 1586), дъщеря на херцог Ернст I фон Брауншвайг-Люнебург.
Елизабет фон Холщайн умира на 7 септември 1638 г. и е погребана през 1639 г. в Бломберг.

## Фамилия
Елизабет се омъжва на 13 ноември 1585 г. в Бюкебург за бездетния граф Симон VI фон Липе (1554 – 1613). Тя е втората му съпруга. Той умира на 7 декември 1613 г. на 59 години. Те имат децата:
- Бернхард (1586 – 1602)
- Симон VII (1587 – 1627), ∞ I. 1607 Анна Катарина фон Насау-Висбаден, ∞ II. 1623 Мария Магдалена фон Валдек-Вилдунген
- Ото фон Липе-Браке (1589 – 1657), ∞ 1626 Маргарета фон Насау-Диленбург (1606–1661), дъщеря на граф Георг
- Херман фон Липе-Шваленберг (1590 – 1620)
- Елизабет (* 9 юли 1592; † 16 юни 1646 в дворец Браке), ∞ на 12 септември 1612 г. в дворец Браке в Лемго за граф Георг Херман фон Шауенбург и Гемен (* 12 април 1577; † 21 декември 1616)
- Катарина (1594 – 1600)
- Магдалена (1595 – 1640), абатиса в Херфорд през 1621 г.
- Урсула (1598 – 1638), ∞ 1617 княз Йохан Лудвиг фон Насау-Хадамар
- София (1599 – 1653), ∞ 1626 княз Лудвиг фон Анхалт-Кьотен
- Филип I фон Шаумбург-Липе (1601 – 1681), ∞ 1640 София фон Хесен-Касел, дъщеря на Мориц фон Хесен-Касел